# Дубровська сільська рада (Брусилівський район)
Дубровська сільська рада (Дубрівська сільська рада) — колишня адміністративно-територіальна одиниця та орган місцевого самоврядування в Брусилівському районі Білоцерківської і Київської округ, Київської та Житомирської областей Української РСР з адміністративним центром у селі Дубрівка.

## Населені пункти
Сільській раді на час ліквідації були підпорядковані населені пункти:
- с. Дубрівка

## Населення
Відповідно до перепису населення СРСР, станом на 17 грудня 1926 року, чисельність населення ради становила 703 особи, з них, за статтю: чоловіків — 338, жінок — 365; етнічний склад: українців — 703. Кількість господарств — 158.

## Історія та адміністративний устрій
Створена 1923 року в складі сіл Дубрівка (Дубровка), Яструбенька та хутора Венглинського Брусилівської волості Радомисльського повіту Київської губернії. 7 березня 1923 року увійшла до складу новоствореного Брусилівського району Білоцерківської округи. Станом на 17 грудня 1926 року на обліку в раді числиться х. Шевченка.
Станом на 1 вересня 1946 року сільська рада входила до складу Брусилівського району Житомирської області, на обліку в раді перебувало с. Дубровка.
Ліквідована 11 серпня 1954 року, відповідно до указу Президії Верховної ради УРСР «Про укрупнення сільських рад по Житомирській області», територію та с. Дубрівка приєднано до складу Яструбеньківської сільської ради Брусилівського району Житомирської області.